# Come la penso
Come la penso è una raccolta di racconti, saggi ed articoli scritti da Andrea Camilleri in anni passati e ora riuniti in questo libro pubblicato nel 2013.

## Trama
Nella fluviale produzione libraria di Camilleri quest'opera si distingue, come dichiara l'autore, perché è un libro "un po' strano" nato da un'idea dell'editore che venne apprezzata dallo scrittore che si mise all'opera per descrivere con un'antologia di articoli, di conferenze e di quanto scritto ma non pubblicato e, soprattutto, con gli ormai lontani ricordi della sua vita trascorsa, come egli la pensi su vari argomenti letterari, politici e filosofici trattati in una forma familiare ed attraente per il lettore.
«Sono scritti all'ottantina, come direbbe Montalbano. Composti con uno sguardo appannato, distaccato. Di una vecchiaia noiosamente saggia».
In questo lungo colorito racconto Camilleri racconta se stesso non solo attraverso i piccoli e grandi personaggi conosciuti ma anche con la descrizione nostalgica dei luoghi e con la rappresentazione satirica degli originali protagonisti delle "controstorie" della sua Sicilia come il barbiere don Nonò e la sua provvista di sanguisughe e come il professore del liceo di Empedocle che gli impedì di leggere i bigliettini d'amore nascosti nel vocabolario di latino dalla sua compagna di scuola Giuliana .
A questa autobiografia degli eventi si aggiunge anche quella letteraria che ci svela il suo faticoso cammino di romanziere:
Non mancano le sue considerazioni politiche sugli avvenimenti nazionali presenti e passati, analizzati con la consueta distaccata ironia.

## Edizioni
- Andrea Camilleri, Come la penso, Prima ed., Reverse, Chiarelettere, 2013,  p. 340, ISBN 88-6190-442-4.